# Burg Karasuyama
Die Burg Karasuyama (japanisch 烏山城, Karasuyama-jō) befindet sich in der Stadt Nasukarasuyama, in der Präfektur Tochigi. In der Edo-Zeit residierte dort zuletzt ein Zweig der Ōkubo als Fudai-Daimyō.

## Burgherren in der Edo-Zeit
- Ab 1616 die Narita[A 1] mit einem Einkommen von 37.000 Koku,
- ab 1627 ein Zweig der Hori mit 25.000 Koku,
- ab 1672 ein Zweig der Itakura mit 50.000 Koku,
- ab 1681 die Nasu mit 30.000 Koku,
- ab 1687 ein Zweig der Nagai mit 30.000 Koku,
- ab 1702 ein Zweig der Inagaki mit 25.000 Koku,
- ab 1725 ein Zweig der Ōkubo mit 20.000 Koku.

## Geschichte
Im Jahr 1418 soll Nasu Sukeshige (那須 資重) am Westufer des Nakagawa (那珂川) auf der Anhöhe Hakkō-san (八高山) eine kleine Burg errichtet haben. Die Nasu residierten dort jedenfalls seit dem 15. Jahrhundert.
1590 nahm Toyotomi Hideyoshi dem derzeitigen Burgherrn, Nasu Sukeharu (那須 資春) das Gebiet ab und gab die Burg an die Narita. Es folgten weitere verschiedene Daimyō, darunter noch einmal die Nasu, bis Ōkubo Tsuneharu (大久保 常春; 1675–1728) 1725 die Burg übernahm. Die Ōkubo blieben dann Burgherren bis zur Meiji-Restauration.

## Die Anlage

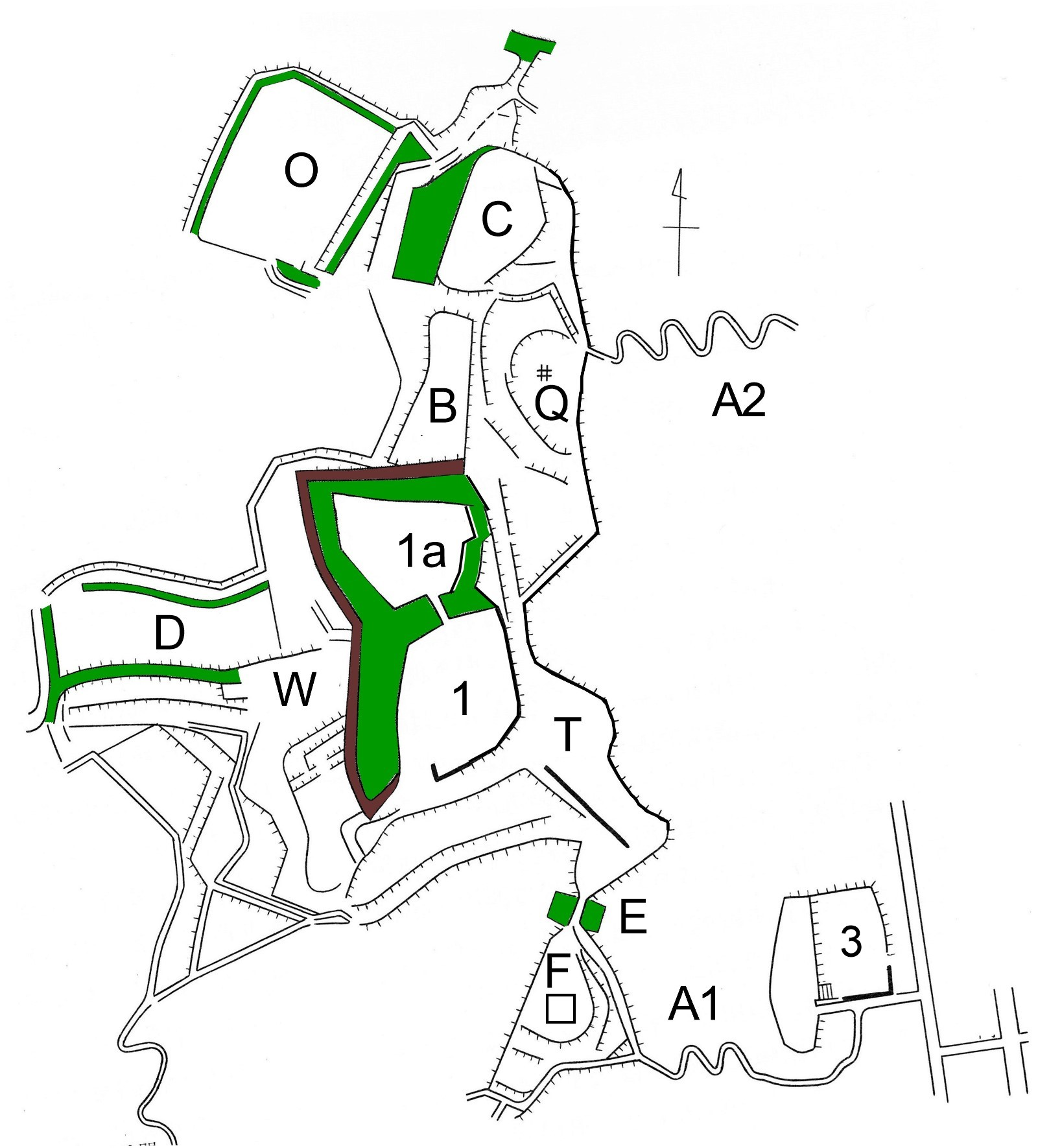
Plan der Burg Karasuyama (Beschriftung siehe Text)

Die Burg wurde gewöhnlich „Fünferburg-Dreiervorburg“ (五城・三郭, Gojō-Sankaku) genannt, da sie aus dem zentralen Bereich, dem Hommaru (本丸; 1), dem alten Hommaru (古本丸, Kyū-hommaru; 1a), der Mittelburg (中城, Nakajiro; B), der Nordburg (北城, Kitajiro; C) und der Westburg (西城, Nishijiro; D) bestand, ergänzt durch die Vorburgen Wakasa-kuruwa (若狭曲輪; W), Tokiwa-kuruwa (常盤曲輪; T) und Ōno-kuruwa (大野曲輪; O). 
Der Hauptzugang zur Burg erfolgte über den „Sieben Biegungen-Weg“ (七曲口, Nana-magari-guchi) bis zu einer Befestigung namens Taiko-maru (太鼓丸), in der sich der Trommelturm (太鼓楼, Taiko-rō; F) befand. Dann ging es weiter über die Brücke Kurumabashi (車橋; E) durch das Tokiwa-Tor (常盤門) zur Burg hinauf. Ein weiterer Zugang im Nordosten erfolgte über den „Zwölf-Biegungen-Weg“ (十二曲口, Jūni-magari-guchi) hinauf, dann vorbei an dem Brunnen der Burg (Q) zur Burg. Am Fuße des Berges befand sich in den späteren Jahren das befestigte San-no-maru (三の丸; 3) mit der Residenz. 
Heute ist das Burggelände zum größten Teil von Wald überdeckt. In ihren Spuren ist die Burg aber immer noch ein gutes Beispiel für eine mittelalterliche Bergburg.